# Seninho
Arsénio Rodrigues Jardim (Sá da Bandeira, 1 juli 1949 – Porto, 4 juli 2020) – als voetballer bekend als Seninho – was een Portugese voetballer die als rechtsbuiten of linksbuiten speelde. Hij voetbalde het grootste deel van zijn carrière voor FC Porto en speelde daarna enkele jaren bij Amerikaanse clubs. Seninho werd geboren in de Angolese stad Sá da Bandeira, het latere Lubango. Angola was destijds een kolonie van Portugal.
Zijn debuut in het eerste elftal van Porto was in het seizoen 1969-1970. In dat seizoen speelde hij 18 wedstrijden en maakte hij 6 doelpunten. Hij kwam van 1969 tot 1972 en van 1975 tot 1978 uit voor Porto en speelde er meer dan 120 wedstrijden. In de kalenderjaren 1973 en 1974 verhuurde Porto hem. In 1978 stapte hij over naar de Amerikaanse club New York Cosmos, waar hij tot in 1982 speelde. Vanaf 1982 kwam hij uit voor Chicago Sting, waar hij eind 1984 zijn profcarrière afsloot. Met Cosmos won hij de North American Soccer League in 1978, 1980 en 1982 en met Chicago Sting in 1984.
Tussen 7 april 1976 en 8 maart 1978 speelde Seninho vier interlands voor Portugal, waarvan eenmaal in het basiselftal. Hij maakte één doelpunt.
Seninho stierf op 4 juli 2020 op 71-jarige leeftijd, nadat hij was opgenomen in het Universitair Ziekenhuiscentrum van São João in Porto.